# Don Zimmerman (sociologue)
Donald H. Zimmerman (dit Don ou Don H.) (né le 16 octobre 1937, à Los Angeles) est un sociologue américain, il est l'un des premiers représentants de l'ethnométhodologie autour de Harold Garfinkel et Harvey Sacks.
Professeur à l'Université de Californie à Santa Barbara, il a obtenu son Ph.D. en sociologie à l'Université de Californie à Los Angeles (UCLA) en september 1966. Ses travaux portent principalement sur l'analyse conversationnelle.

## Publications
- avec Melvin Pollner, « The Everyday World as a Phenomenon » in H. Pepinsky Chapter, (ed.), People and Information, 1970, p. 33-65.
- avec D. Lawrence Wieder et Siu Zimmerman (éd.), Understanding social problems, New York : Praeger, 1976.
- avec Deirdre Boden et D. Lawrence Wieder, Talk and social structure : studies in ethnomethodology and conversation analysis, Cambridge : Polity Press, 1991.